# Des Dankes Wort sei mir vergönnt (Bruckner)
Des Dankes Wort sei mir vergönnt, WAB 62, ist ein weltliches Chorwerk, das Anton Bruckner während seines Aufenthalts im Stift St. Florian komponierte.

## Geschichte
Bruckner komponierte dieses Werk nach einem Text von Ernst Marinelli zwischen 1845 und 1855 während seines Aufenthalts im Stift St. Florian. Er widmete das Werk als Dank an Earl Charles O’Hegerty, den Bewohner von Schloss Tillysburg in der Nähe von Sankt Florian. Es ist nicht bekannt, wann das Lied zu dieser Zeit aufgeführt wurde. Am 13. Mai 1996 wurde das Werk am authentischen Ort (Schloss Tillysburg) erneut aufgeführt.
Das Originalmanuskript des Werkes ist verschollen, aber eine Kopie von Karl Aigner wird im Archiv der Österreichischen Nationalbibliothek aufbewahrt. Das Werk erscheint in Band XXIII/2, Nr. 11 der Gesamtausgabe.

## Text
Des Dankes Wort sei mir vergönnt verwendet einen Text von Ernst Marinelli.
Des Dankes Wort sei mir vergönnt

Dir heute zu verkünden.

O daß ich würdig singen könnt’

Mein freudiges Empfinden,

Das mich an diesem Tag belebt,

Dem Freudentag der Deinen,

An dem dich Lieb’ und Dank umschwebt,

Wenn alle sich vereinen.

Dem Vater gilt das erste Hoch!

Es ruft’s der Kinder Reigen,

Die wie ein liebes, sanftes Joch

An deiner Brust sich neigen

Du zählst die teuren Häupter all,

Die Häupter deiner Lieben.

O weine nicht, die volle Zahl

Macht ja ein Engel drüben.

Das zweite Hoch, nicht minder wahr,

Schallt wie aus einem Munde,

Dies bringet dir der Freunde Schar

Im edlen treuen Bunde

Und die das Leben Dir vereint,

Stehen sie auch noch so ferne.

Du hast’s mit ihnen wohl gemeint,

Hoch! rufen sie dir gerne.

Und dieses Hoch erschallet laut,

Schallt wohl mit hundert Stimmen,

Die alle, wo sie dir vertraut,

Zu frohem Dank entglimmen.

Der Arme ruft’s, den du erquickt,

Der Diener, den du dir erkoren,

Der Sänger, den du hoch beglückt,

Und der den Dank dir zugeschworen.
Der „Engel“, auf den sich der Text bezieht, könnte O’Hegertys Frau sein, die 1845 starb, oder sein Sohn, der 1854 starb.

## Musik
Das 89-Takte lange Werk in F-Dur ist für Männerchor mit Brummstimmen und Solisten besetzt.
Das Lied beginnt mit einem Tenorsolisten, begleitet von Brumstimmen. Ab Takt 15 (Wenn alle sich vereinen) übernimmt der Chor die Leitung. In Takt 23 (O weine nicht,) übernimmt der Tenorsolist die Partie, wieder mit Brummstimmen. Der Chor übernimmt sie zu Beginn der dritten Strophe noch einmal. Derselbe Vorgang wiederholt sich in Takt 46 (Du hast’s mit ihnen wohl gemeint) mit einem Basssolisten und in Takt 68 (Der Arme ruft) mit zwei Tenorsolisten. Danach wiederholt der Chor bis zum Ende den ersten Teil der vierten Strophe.

## Diskografie
Es gibt eine einzige Aufnahme von Des Dankes Wort sei mir vergönnt.
- Thomas Kerbl, Männerchorvereinigung Bruckner 12, Weltliche Männerchöre – CD: LIVA 054, 2012